# 내가 매일 기쁘게 (라디오 프로그램)
내가 매일 기쁘게는 대한민국의 방송국 CBS기독교방송의 라디오 채널 CBS 음악FM, CBS JOY4U에서 매일 새벽 4시 ~ 오전 6시까지 방송하는 라디오 프로그램이다.
2015년 9월 14일에 개국한 CBS 크리스천 음악 전문 채널, CBS JOY4U에서도 청취가 가능하다.

2021년 11월 8일부터 매일 저녁 8시부터 10시까지 JOY4U를 통해 재방송된다.

## 역사
2005년 9월 5일 《굿모닝 CBS》로 방송을 시작해, 2007년 1월 1일부터 "내가 매일 기쁘게"로 제목을 바꿔 현재까지 방송되고 있다.

## 코너
- 사연과 신청곡 (매일)
- 새벽의 기도 (매일)
- 생명의 양식 (매일)
- 주님 도우소서 (매일)
- 하나님의 뜻을 따라 (월~토)
- 크리스천의 향기 (매일)

## 역대 DJ
1대 - 장주희 아나운서 

2대 - 심기식 아나운서 (1차)

3대 - 정민아 아나운서 

4대 - 김덕기 아나운서 

5대 - 심기식 아나운서 (2차)

6대 - 김은영 아나운서 

7대 - 이봉규 아나운서 

8대 - 이명희 아나운서 (1차)

9대 - 이지민 아나운서 

10대 - 이명희 아나운서 (2차)

11대 - 김윤주 아나운서 

12대 - 이명희 아나운서 (3차)

13대 - 신지혜 아나운서 

14대 - 이명희 아나운서 (현재)(4차)

## 지역 프로그램
| 프로그램                  | 방송지역                                            | 방송국          | 진행자          |
| ------------------------- | --------------------------------------------------- | --------------- | --------------- |
| 김정현의 내가 매일 기쁘게 | 부산광역시                                          | 부산CBS         | 김정현 아나운서 |
| 이현정의 내가 매일 기쁘게 | 대구광역시, 경상북도 일부 광주광역시, 전라남도 일부 | 대구CBS 광주CBS | 이현정 아나운서 |

## 오프닝 시그널
- Orquestra Filarmônica Russa - Rescue The Perishing